# Phönix (Huhn)

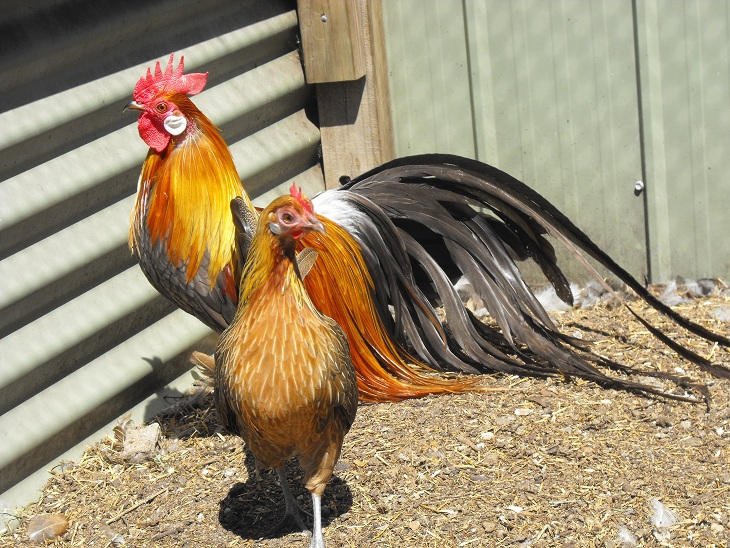
Hahn mit Henne in Wildfarbe

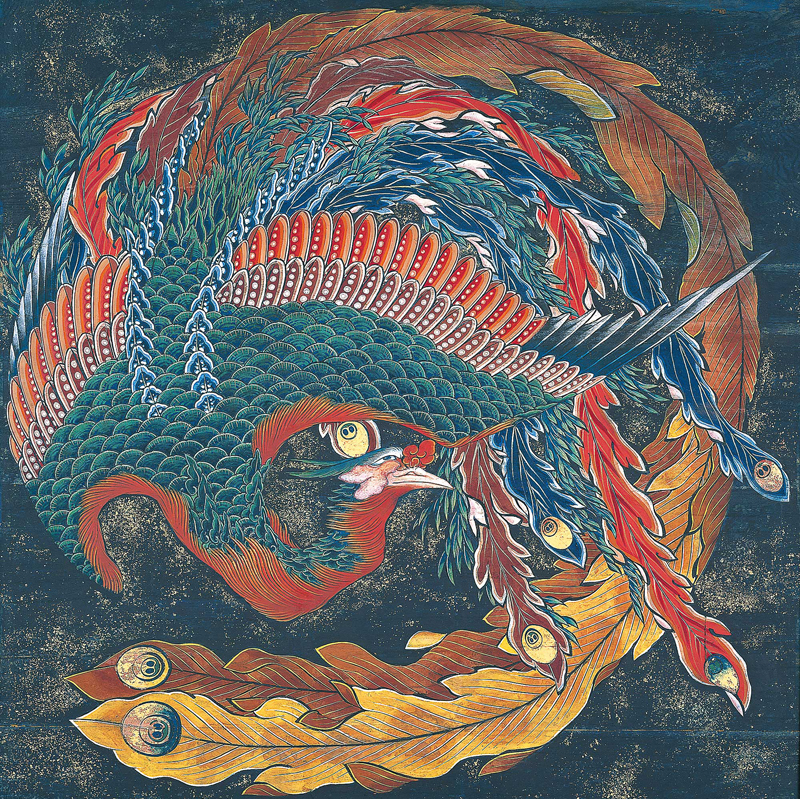
Darstellung eines Phönix mit langen Schwanzfedern (Hokusai, 1844)

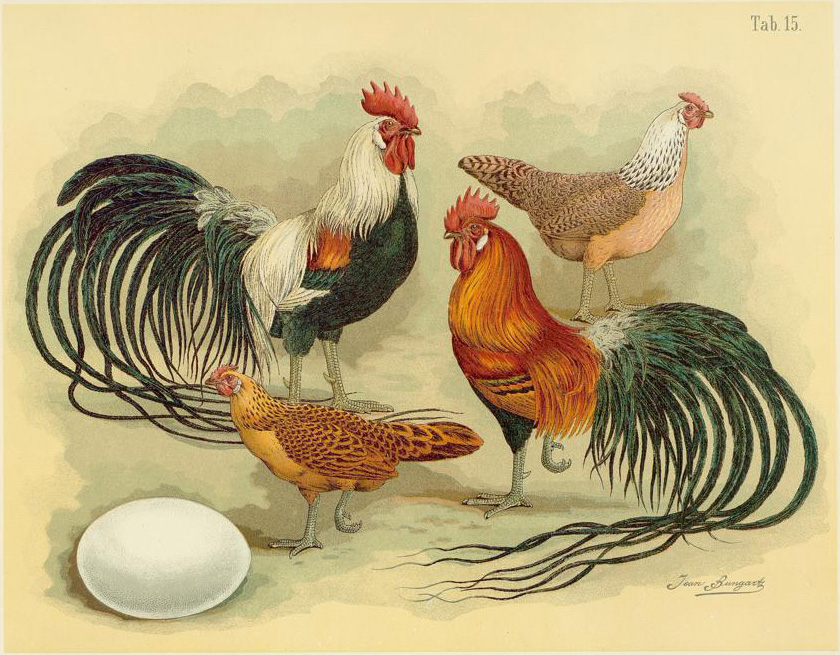
Historische Darstellung (Jean Bungartz, 1885)

Die Phönix sind eine in Deutschland gezüchtete Hühnerrasse japanischen Ursprungs, die zu den Langschwanzhühnern gerechnet wird. Es gibt auch eine Zwergvariante.

## Geschichte
1878 wurden die ersten Langschwanzhühner aus Japan nach Deutschland importiert. Um eine erfolgreiche Klimaanpassung zu ermöglichen, erfolgten bereits frühzeitig Einkreuzungen mit altenglischen Kämpfern. Die in Deutschland übliche Variante mit einfachem Kamm wurde aufgrund der Ähnlichkeit mit dem in der orientalischen Kunst mit langem Schwanz dargestellten Fabeltier „Phönixhuhn“ genannt, in Großbritannien jedoch bis heute zu den Yokohamas gerechnet.

## Merkmale
Die Phönix sind eine schlanke und elegante Rasse, die Ähnlichkeit mit dem Fasan nachweist. Kopf und Kamm sind eher klein, der Rücken ist lang und waagerecht. Gesicht und Kehllappen sind rot, die Ohrlappen weiß. Der Kamm ist einfach geformt. Die Läufe haben eine schieferblaue Farbe. Der lange Schwanz steht waagerecht mit schalen Federn. Dessen Länge übertrifft die der normalen Hühner, erreicht allerdings durch die jährliche Mauserung nicht die extreme Länge des verwandten Onagadori. Von den existierenden Farbschlägen sind in Deutschland goldhalsig, silberhalsig, orangehalsig, wildfarbig, weiß und schwarz anerkannt.

## Zwerg-Phönix

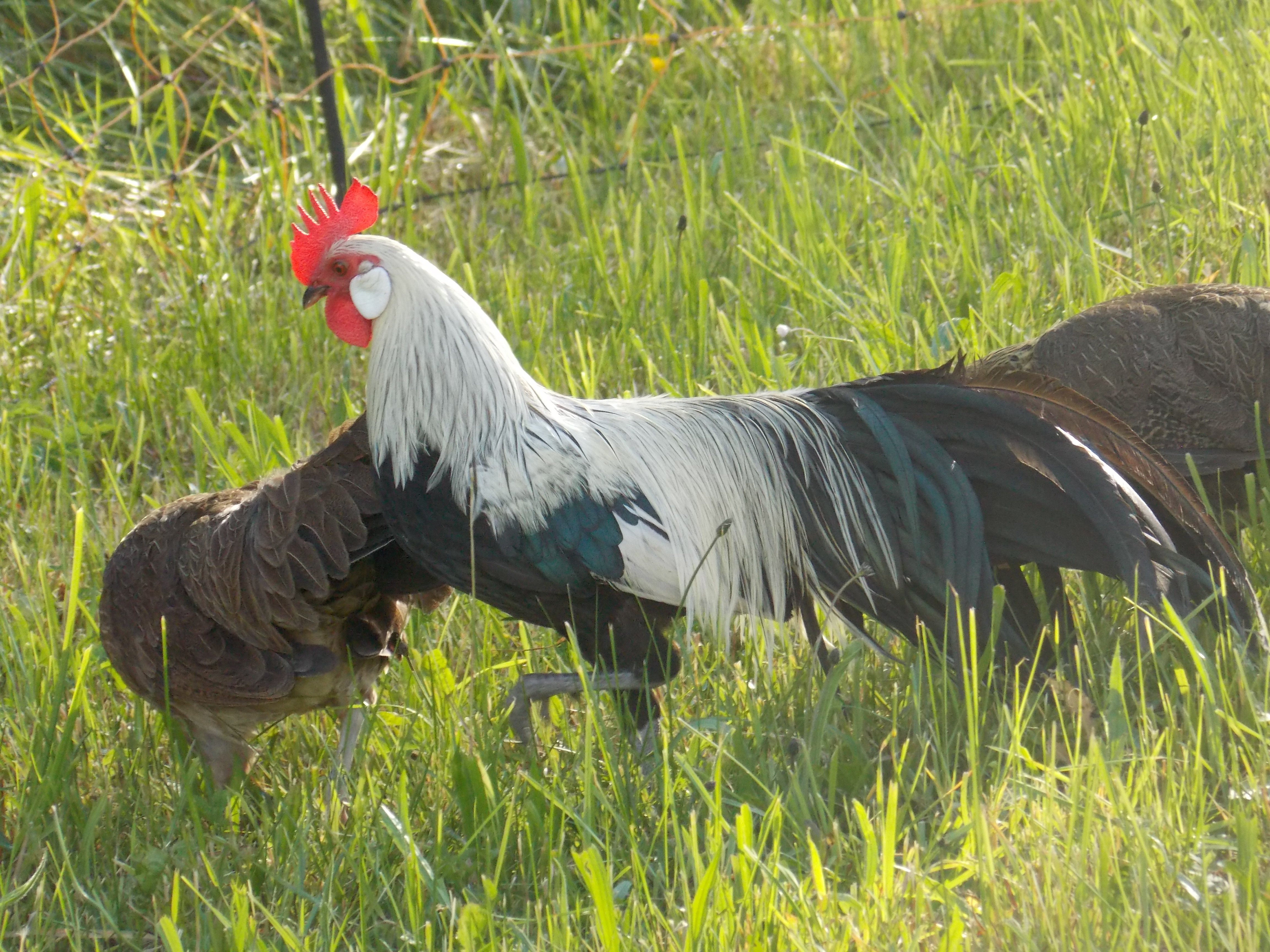
Zwerg-Phönix Hahn mit Hennen

Es existiert auch eine Zwergform, der Zwerg-Phönix.

## Sonderverein
Seit 1921 wird die Rasse durch den „Sonderverein der Züchter der Phönix, Zwerg-Phönix und Onagadori von 1921 e.V.“ betreut.

## Nachweise
1. ↑  Bruno Dürigen: Die Geflügelzucht – Hand- und Lehrbuch der Rassenkunde, Zucht, Pflege Und Haltung Von Haus-, Hof- und Parkgeflügel. Paul Parey, Berlin 1853, S. 299–302.
2. ↑  Informationen auf www.longtail-fowl.com. Abgerufen am 25. Januar 2016.
3. ↑  Lehrbrief des „Verbandes der Hühner-, Groß- und Wassergeflügelzüchtervereine zur Erhaltung der Arten- und Rassenvielfalt e.V.“ (Memento des Originals vom 23. Januar 2016 im Internet Archive)  Info: Der Archivlink wurde automatisch eingesetzt und noch nicht geprüft. Bitte prüfe Original- und Archivlink gemäß Anleitung und entferne dann diesen Hinweis.. Abgerufen am 23. Januar 2016.
4. ↑  Verzeichnis 2015 (Memento vom 4. März 2016 im Internet Archive) der Entente Européenne d’Aviculture et de Cuniculture. Abgerufen am 23. Januar 2016.